# Isla Saliaca
Isla Saliaca är en ö i Mexiko. Den ligger i bukten Bahía Santa María och tillhör kommunen Angostura i delstaten Sinaloa, i den västra delen av landet. Arean är 19,9 kvadratkilometer.